# مایکروسافت پیکسل‌سنس

مایکروسافت سرفیس

مایکروسافت پیکسل‌سنس (به انگلیسی: Microsoft PixelSense) (در گذشته با نام مایکروسافت سرفیس) یک محصول Multi-touch از مایکروسافت با قابلیت چند کاربره می‌باشد. این محصول از ۱۷ آوریل ۲۰۰۸ وارد بازار شد. صفحه نمایش ۳۰ اینچ، سیستم‌عامل ویندوز ویستا و قیمت آن بین ۵ تا ۱۰ هزار دلار آمریکا می‌باشد. با این حال، مایکروسافت گفته‌است قصد دارد در چند سال آینده نمونه‌های ارزان‌تر این رایانه را برای اسفاده در منازل عرضه کند.
این رایانه طوری ساخته شده تا بتواند با گوشی‌های تلفن همراه که بر سطحش قرار داده می‌شوند ارتباط برقرار کند. این دستگاه، باهوش‌ترین دستگاه لمسی است و با استفاده از چندین دوربین که در داخل آن قرار دارند، بسیار هوشمندانه تر از دیگر دستگاه‌های لمسی عمل می‌کند.